# The Revenge of Shinobi (2002)
The Revenge of Shinobi ist ein Actionspiel für Game Boy Advance. Es erschien am 19. November 2002 in den Vereinigten Staaten. In Europa kam das Spiel am 23. Mai 2003 heraus. Es ist Teil der Shinobi-Reihe.

## Spielprinzip
Das Gameplay von The Revenge of Shinobi ist das eines typischen Side-Scrollers. Der Spieler steuert einen Shinobi, der auf der Suche nach einem Kriegsherrn namens Ashira-o ist. Shinobis Hauptwaffe ist ein Katana und er kann auch mit Shuriken angreifen. Später erlangt er die Fähigkeit, doppelt zu springen und dunkle Magie und Stealth-Moves einzusetzen. Die meisten Feinde des Spiels sind Samurai und feindliche Ninjas. Es gibt fünf Bosse während des Spiels.

## Rezeption
Laut Metacritic erhielt das Spiel gemischte Kritiken. GameSpot-Autor Frank Provo sagte, dass das Spiel monoton und das Gameplay nicht herausfordernd sei. Er bemerkte auch, dass Shinobi zwar viele Fähigkeiten in seinem Arsenal hat, es aber nicht viele Gründe gibt, sie einzusetzen. Minimales Lob konzentrierte sich auf das Audio und die Grafik. GameSpot nannte es das enttäuschendste Game-Boy-Advance-Spiel des Jahres 2002.